# Caminho de Ferro do Amboim
O Caminho de Ferro do Amboim é uma linha ferroviária inativa que atravessava uma pequena faixa do centro de Angola para ligar o litoral a regiões cafeicultoras e algodoeiras.
Com 130 km de comprimento e uma bitola de 600 mm, enquanto estava ativa ligava o porto do Cuanza Sul (na cidade de Porto Amboim) à cidade de Gabela, todas localidades do Cuanza Sul.
Sua operadora era a empresa privada "Companhia do Caminho de Ferro do Amboim" (CCFAm). Sua concessão atual está com a Empresa dos Caminhos de Ferro de Luanda (ECFL-EP).

## História

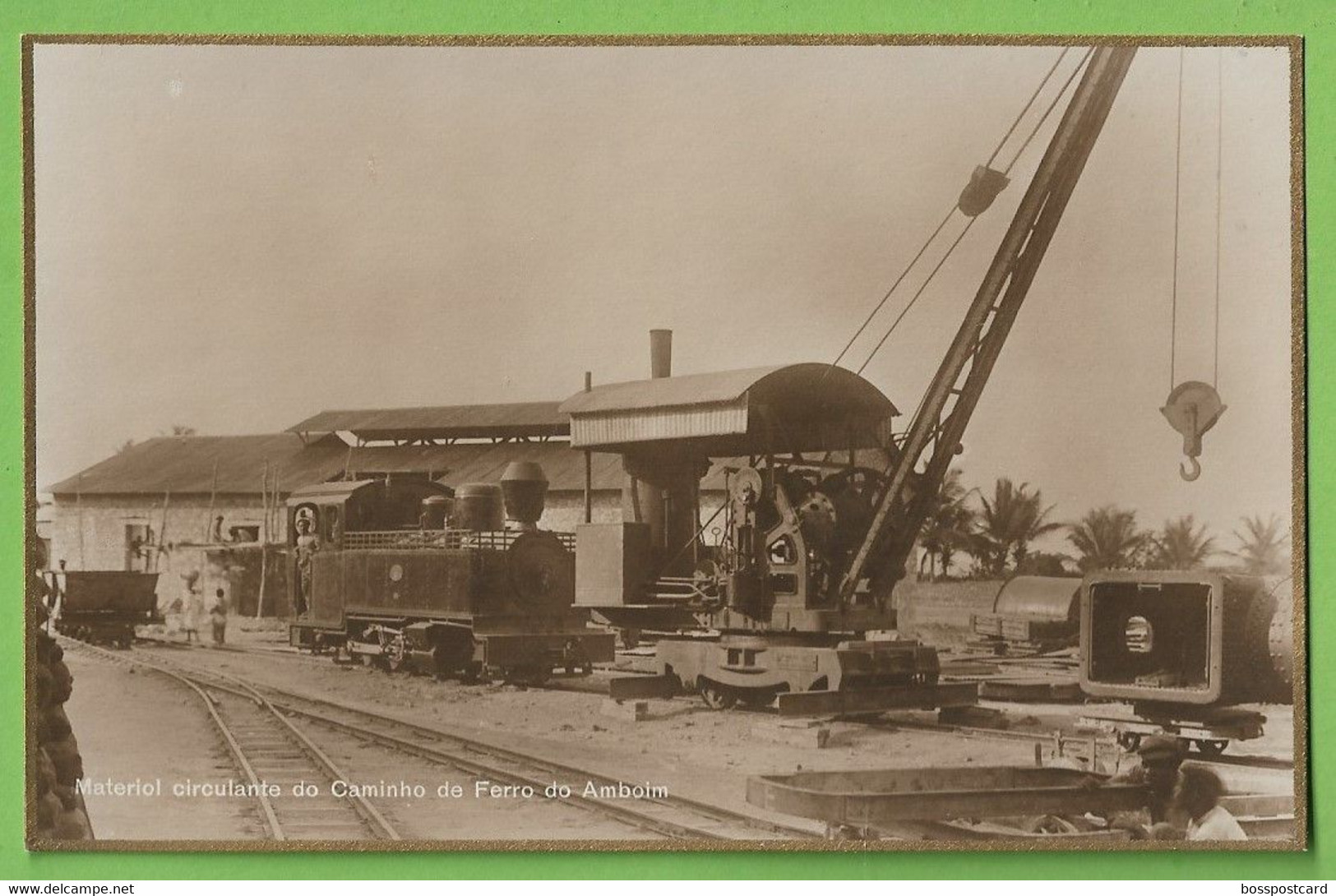
Material Circulante do Caminho de Ferro do Amboim, nas cercanias de 1925.

A construção da linha foi concessionada à Companhia do Caminho de Ferro do Amboim em 21 de outubro de 1921, devendo ligar inicialmente o porto do Cuanza Sul até Bimbe/Bailundo, com previsão de conexão com Huambo, formando um entrocamento com o Caminho de Ferro de Benguela.
As obras iniciaram em 1923, sendo abertos à exploração, neste mesmo ano, 44 quilômetros, com um rápido desenvolvimento dos trabalhos. Já em 1925 completava 108 quilômetros construídos e em operação até Carlaongo. As grandes dificuldades impostas pelo Planalto do Amboim  fizeram com que o trecho restante fosse construído lentamente entre 1931 e 3 de setembro de 1941, quando alcança os 130 quilômetros até Gabela.
Em 1926, a CCFAm registrou transporte de 8.040 toneladas de mercadorias, constituídas sobretudo por café, coconote, azeite de palma, cocos e algodão, além de 2.161 passageiros das três classes. Em 1953 os registros já apontavam 33396 toneladas de mercadorias e 5625 passageiros. Isto colocava o Caminho de Ferro do Amboim como o terceiro maior em valor de carga transportado, superando mesmo o Caminho de Ferro de Moçâmedes, quase três vezes maior. Neste mesmo ano, a Direcção Nacional dos Caminhos de Ferro de Angola propôs a extensão até Quibala, com ramal desta a Uaco Cungo.

### Fechamento e tentativa de reabertura
Em 1974, nos efeitos da Guerra de Independência de Angola, o Caminho de Ferro do Amboim foi fechado ao tráfego, visto que seu traçado tinha virado alvo de sabotagens e emboscadas. A empresa administradora CCFAm declarou cedência ao Estado português, com a linha sendo assumida pela Companhia dos Caminhos de Ferro de Luanda (CCFL). A própria CCFL foi expropriada pelo Estado angolano no ano seguinte, tornado-se ECFL. A CCFAm (depois convertida em Empresa do Caminho de Ferro do Amboim) manteve os direitos pela exploração da linha até 2007, quando foi liquidada.
O governo de Angola tentou retomar as operações da linha férrea nas décadas de 1970 e 1980, mas as batalhas da Guerra Civil Angolana no Planalto do Amboim minaram a possibilidade de obras de manutenção. A própria guerra destroçou a economia planáltica que sustentava a operação ferroviária, de maneira que o arrefecer dos conflitos, na década de 1990, não foi suficiente para o retorno do Caminho de Ferro do Amboim.

### Pós-guerra
Durante a década de 2010 diversas vezes o governo angolano demonstrou interesse de reconstruir a linha entre Porto Amboim e Gabela, com extensão para o leste, até Quibala e Mussende, além de um possível ramal entre Quibala, Uaco Cungo, Bailundo e Huambo.

## Operações

### Principais estações
As principais estações do Caminho de Ferro do Amboim são:
- Porto Amboim (km 0)
- Torres (km 56)
- Quirimbo (km 70)
- Chindinde-Carlaongo (km 106)
- Gabela (km 130)